# بنك كانتون زيورخ
بنك كانتون زيورخ (بالألمانية: Zürcher Kantonalbank) أو ZKB) هو أكبر بنك كانتون ورابع أكبر بنك في سويسرا، بالإضافة إلى مزود الخدمات المالية الرائد في منطقة زيورخ الكبرى بإجمالي أصول تزيد عن 150 مليار فرنك سويسري. البنك مؤسسة مستقلة للقانون العام، مملوكة بالكامل لكانتون زيورخ يشرف عليه مجلس كانتون زيورخ ، الذي تم تحديد واجباته في قانون بنك كانتون زيورخ.
بموجب القانون، يتحمل كانتون زيورخ المسؤولية عن جميع التزامات البنك إذا ثبت أن موارد البنك غير كافية. يعمل هذا الضمان الكانتوني كقوة استقرار للسوق المالي ككل، لا سيما في أوقات عدم الاستقرار الاقتصادي.